# (23032) Fossey
(23032) Fossey est un astéroïde de la ceinture principale.

## Description
(23032) Fossey est un astéroïde de la ceinture principale. Il fut découvert le 3 décembre 1999 à Reedy Creek par John Broughton. Il présente une orbite caractérisée par un demi-grand axe de 2,75 UA, une excentricité de 0,07 et une inclinaison de 7,2° par rapport à l'écliptique.

## Compléments